# Nowa Przerośl
Nowa Przerośl – wieś w Polsce położona w województwie podlaskim, w powiecie suwalskim, w gminie Przerośl.
| SIMC    | Nazwa   | Rodzaj    |
| ------- | ------- | --------- |
| 0765926 | Sypytka | część wsi |

W latach 1975–1998 miejscowość administracyjnie należała do województwa suwalskiego.